# Traducianism
În teologie este desemnată ca traducianism doctrina care afirmă că sufletul personal cu care fiecare ființă umană se presupune a fi dotată, este un rezultat al unui act generativ/ germinativ, ca și corpul, aspectul material al ființelor umane. Adică, sufletul unei persoane este derivat din sufletele părinților săi. Traducianismului i se opune creaționismul, care atribuie fiecărui suflet personal un act special de creare a sa de către Dumnezeu.

## Istoria acestui concept în teologie
Denumirea de traducianism a fost lansată de către pelagianul Julian de Eclana, acuzându-i a fi traducianiști pe unii autori catolici precum Sf. Ciprian de Cartagina și Sfântul Ambrozie; așa cum menționează Sfântul Augustin de Hipona.
Istoricii au văzut precedente ale traducianismului la unii orientali, cum ar fi Apollinaris, Nemesius și în unele lucrări ale Sfântului Grigorie de Nyssa, care face distincție între celibat și căsătorie tratând, totodată, și reconcilierea „dorinței sufletului de uniune cu Dumnezeu” cu „nevoile de viață familială și comunitară care apar din trup”. În realitate, doctrina s-a bucurat de o mai bună dezvoltare printre occidentali. Tertulian a propulsat această teorie a traducianismului, oferindu-i un sens aproape „corporal”, sens pe care Sf. Augustin îl va respinge mai târziu.
Nu apare clar la nimeni altul, exceptând mai târziu pe St. Lucifer din Cagliari și ucenicii săi; Gennadio și, conform lui Rufino, de asemenea, la Lactantius. St. Jerome îl neagă pe acesta din urmă, exagerând, în același timp, prin afirmația că „majoritatea occidentalilor” sunt partizani ai acestei doctrine. Adevărul este că această temă nu a fost încă definită ca o dogmă completă, și se observă că existau îndoieli printre unii autori inițiali, care nu au studiat-o temeinic. Rufino așa ne lasă mărturie, iar Jerome nu pregetă a-l menționa.